# 點心公主
《點心公主》是由小林深雪原作、安藤夏美作畫的日本漫畫作品。於講談社漫畫雜誌《Nakayoshi》2004年9月号至2008年9月号期間進行連載（2006年3月号、2007年12月号停載）。單行本全10卷。
本作在2006年獲得第30屆（平成18年度）講談社漫畫獎兒童部門獎。

## 故事簡介
風見七虹香是個擅長料理的中學一年級生。雙親過世時與「布丁王子」相遇，從那個時候開始為了讓王子吃到世界第一好吃的點心，而成為點心師傅。在王子給的布丁湯匙裡的「星花學園」的標誌是唯一的線索，而轉學到星花學園……。

## 人物介紹

### 主要角色
風見七虹香
本作主角，初登場時是中學一年級生，暱稱「七虹香」。以前住在北海道的薰衣草之家，她為了與「布丁王子」相遇，而轉學到東京的星花學園。非常喜歡做料理。七虹香被茜誤認沒有任何專長卻轉到特別班，而開始欺負她，但是後來兩人互相和解了。以前被大地叫成猴子，現在則是直接叫她的名字。曾經參加過世界點心大賽，擁有敏銳的味覺的才能，後來由於空的死亡而喪失了味覺。因此被迫從特別班轉到普通班，並且不能居住在學校的宿舍。
北澤大地
七虹香的同班同學。空的弟弟，但是兩人的關係非常差。擅長打籃球。雖然茜喜歡他，但他喜歡七虹香。雖然他的個性粗魯，不過他也有善良的一面。曾經買一隻手錶打算送給七虹香，不過那隻手錶被茜奪去了，跟茜是青梅竹馬。空過世之後代替空的職位，成為新任的學生會長。是七虹香的布丁王子。
北澤空
七虹香所憧憬的人，大地的哥哥，擅長彈鋼琴。星花學園的學生會長，中學二年級生，個性溫柔，受到女孩子的歡迎，常常鼓勵七虹香。空的父親打算計劃建立料理學校而驅使七虹香，可是空不想傷害七虹香，而將料理學校的計劃中止。喜歡七虹香，為了幫七虹香購買材料而遇到交通事故身亡。
岸田茜
七虹香的同班同學，大地和空的青梅竹馬，從小就喜歡大地，是個個性強悍的女孩子。「Strawberry」雜誌的模特兒。當初她認為七虹香是個卑鄙的人，後來成為了朋友。以前她不當減肥時，吃了七虹香做的老奶奶的水蜜桃派後，而變得和七虹香非常親近。
藤田先生
「藤田食堂」的廚師，平常看起來像老頭子一樣。其實他以前是在巴黎的三星級餐廳工作。
水野星夜
代替七虹香的料理特優生，與空的外表相像。個性好強，跟七虹香一樣同在北海道成長，水野集團的獨生子。因在比賽時輸給七虹香而不甘，時常向她挑戰，後來漸漸喜歡七虹香，七虹香小時候吃的布丁其實是他做的，但是由大地拿給七虹香的。

### 星花學園的人們
理事長
空和大地的父親。
副會長
來到藤田食堂。喜歡吃甜食，總是在咖啡加入三匙糖。
書記
喜歡清淡口味。

### 七虹香的家人
風見七瀬
七虹香的父親，因船難而死亡。
風見香
七虹香的母親，以前認識藤田先生，因船難而死亡。

### 薰衣草之家
萩尾老師
薰衣草之家的老師，撫養七虹香長大的人。
風太
住在薰衣草之家的少年，與七虹香同樣經歷雙親過世。喜歡吃的東西是香蕉，討厭的食物是胡蘿蔔。

### 其他角色
岸夜梨子
知名的料理記者，她所寫的書是暢銷書，介紹的店家也都門庭若市。她是全日本點心大賽的評審，對七虹香的才華感到佩服。

## 出版書籍
| 卷數 | 講談社        | 講談社                 | 長鴻出版社     | 長鴻出版社           |
| 卷數 | 發售日期      | ISBN                   | 發售日期       | EAN                  |
| ---- | ------------- | ---------------------- | -------------- | -------------------- |
| 1    | 2005年2月2日  | ISBN 978-4-06-364069-4 | 2005年5月16日  | EAN 471-0765-19466-6 |
| 2    | 2005年8月3日  | ISBN 978-4-06-364083-0 | 2005年11月17日 | EAN 471-0765-19955-5 |
| 3    | 2005年12月2日 | ISBN 978-4-06-364097-7 | 2006年2月23日  | EAN 471-0765-20182-1 |
| 4    | 2006年4月26日 | ISBN 978-4-06-364109-7 | 2006年8月14日  | EAN 471-0765-20647-5 |
| 5    | 2006年8月2日  | ISBN 978-4-06-364117-2 | 2006年11月16日 | EAN 471-0765-20933-9 |
| 6    | 2007年2月6日  | ISBN 978-4-06-364134-9 | 2007年4月11日  | EAN 471-0765-21384-8 |
| 7    | 2007年6月6日  | ISBN 978-4-06-364149-3 | 2007年9月11日  | EAN 471-0765-20425-9 |
| 8    | 2007年11月6日 | ISBN 978-4-06-364166-0 | 2008年1月19日  | EAN 471-2805-82065-8 |
| 9    | 2008年6月6日  | ISBN 978-4-06-364187-5 | 2008年10月6日  | EAN 471-2805-82648-3 |
| 10   | 2008年11月6日 | ISBN 978-4-06-364202-5 | 2009年1月8日   | EAN 471-1552-44004-1 |

小說
- （全1卷）

2008年3月18日發售、ISBN 978-4-06-373320-4

## 外部連結
- http://www.nakayosi-net.com/（页面存档备份，存于）（日語）

| 第29回 平成17年度 |
| 《》 安野夢洋子   |

| 第30回 平成18年度               |
| 《點心公主》 小林深雪、安藤夏美 |

| 第31回 平成19年度       |
| 《天使平底鍋》 小川悅司 |